# Klemen Slakonja

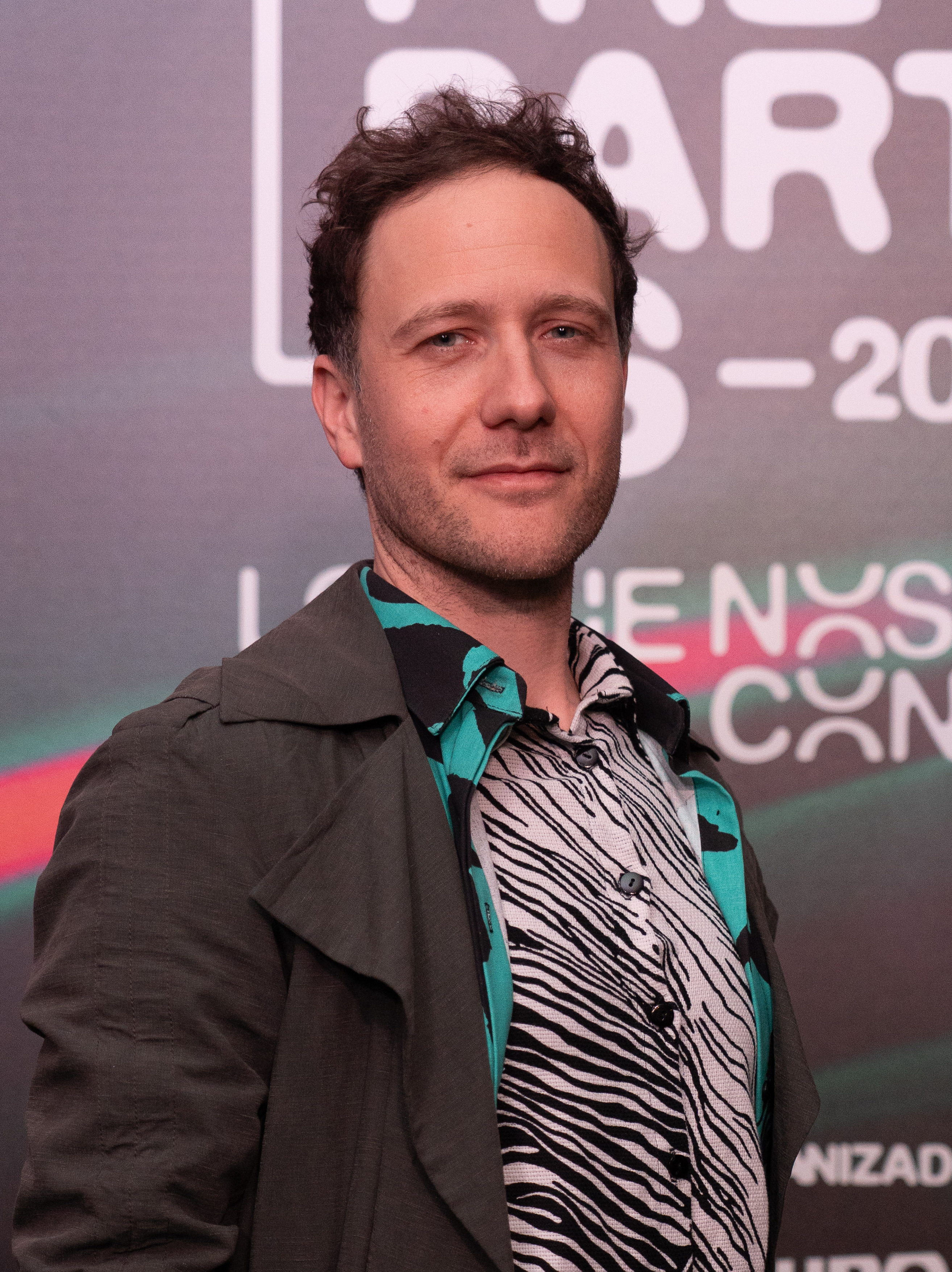
Klemen Slakonja, 2025

Klemen Slakonja (* 3. Juni 1985 in Brežice, SR Slowenien, Jugoslawien) ist ein slowenischer Comedian, Schauspieler, Fernsehmoderator, Parodist und Musiker. 

## Karriere
Nach ersten Parodie-Erfahrungen bereits in der Schulzeit begann Slakonjas Karriere bei einem Radiosender in Krško. 
Im Oktober 2007 gelang ihm der Durchbruch mit einem Auftritt in einer landesweit ausgestrahlten satirischen Radioshow. Wenig später trat er dann auch im slowenischen Fernsehen auf. Ab dem 17. Februar 2008 war er Gastgeber einer Familienshow am Sonntagnachmittag namens NLP. 
Zwischen 2011 und 2020 moderierte er viermal den slowenischen Vorentscheid zum Eurovision Song Contest. Beim Vorentscheid 2016 präsentierte er den Song „Putin, Putout“. Durch dieses Video, in welchem er den russischen Präsidenten Wladimir Putin parodiert, erlangte er auch internationale Bekanntheit. Seither parodierte er in Musikvideos weitere wichtige Persönlichkeiten, etwa Donald Trump, Papst Franziskus und Angela Merkel.
Am 1. Februar 2025 gewann er den slowenischen Vorentscheid für den Eurovision Song Contest 2025, EMA 2025. Mit seinem Lied How Much Time Do We Have Left vertrat er Slowenien im ersten Halbfinale am 13. Mai. Das Finale erreichte er nicht.

## Privates
Slakonja ist verheiratet mit der slowenischen Schauspielerin Mojca Fatur. Diese erkrankte an einer seltenen Form einer Krebserkrankung, genas letztlich aber. Die Periode dieser Erkrankung und die damit einhergehenden Unsicherheit behandelt Slakonja in dem Lied How Much Time Do We Have Left, mit dem er beim ESC 2025 angetreten war.

## Diskografie

### Alben
- 2025: Golden Hour

### EPs
- 2021: #TheMockingbirdMan

### Singles
- 2013: The Perverted Dance (Cut the Balls)
- 2016: Putin, Putout
- 2016: Golden Dump (The Trump Hump)
- 2017: Ruf mich An(gela)
- 2019: My Name Is Luka
- 2020: Under My Xmas Tree
- 2021: Modern Pope (#SpreadLove)
- 2025: How Much Time Do We Have Left